# برودي كينغ
برودي كينغ (بالإنجليزية: Brody King)‏ هو مصارع محترف أمريكي، ولد في 17 مارس 1987.

## روابط خارجية
- برودي كينغ على موقع WrestlingData.com (الإنجليزية)
- برودي كينغ على موقع CageMatch worker (الإنجليزية)
- برودي كينغ على موقع قاعدة بيانات المصارعة على الإنترنت (الإنجليزية)
- برودي كينغ على موقع عالم المصارعة على الإنترنت (الإنجليزية)